# Prost–Senna-rivalizálás

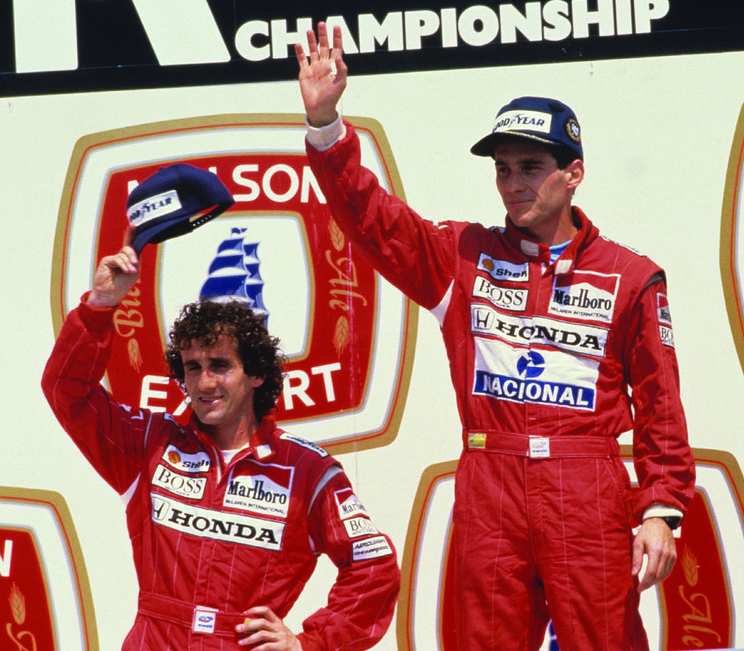
Alain Prost és Ayrton Senna 1988-ban

A Prost–Senna-rivalizálás vagy Senna–Prost-rivalizálás két Formula–1-es pilóta, a francia Alain Prost és a brazil Ayrton Senna között zajlott. A közvélekedés szerint a sportág történetének legkeményebb párharca során a felek 1985 és 1993 között hét világbajnoki címet nyertek meg a lehetséges kilencből, ebből kettőt, 1988-ban és 1989-ben csapattársakként.
A küzdelmük csúcspontja a csapattársként eltöltött időre esett, illetve 1990-re, amikor Prost a Ferrari pilótája volt – mindhárom évben ők végeztek a bajnokság első két helyén. Csapattársként a 32 közös versenyükből 25-öt megnyertek, ebből 1988-ban zsinórban 11-et. Senna 14-11-re állt futamgyőzelmek tekintetében, és 26-4-re a pole pozíciók terén, viszont Prost 12-6-ra nyert a leggyorsabb körök 25-18-ra a dobogós helyezések, és 163-150-re a világbajnoki pontok terén. Egymás elleni küzdelmük csúcspontjai az 1989-es és az 1990-es japán nagydíjak voltak, amelyeken mindkétszer összeütköztek, és egyszer Senna, egyszer pedig Prost lett a világbajnok. 1993-ban ismét az első két helyen fejezték be a bajnokságot, ekkor Prost a Williams színeiben nyert.
Versengésük során mindkét pilóta gyakran hangoztatta, hogy a másik fél becstelen magatartást tanúsít, vagy hogy külső forrásokból szerez saját maga számára tisztességtelen előnyt. Ugyanakkor mindketten elismerték a másik fél képességeit, és a rivalizálásukra úgy tekintettek, hogy az motiválja őket a sikerre. Prost visszavonult az 1993-as idény végén, mindössze három versennyel Senna halála előtt. Karrierjük végén Prost tartotta a legtöbb győzelem (51) legtöbb leggyorsabb kör (41) és legtöbb dobogós helyezés (106) rekordját, Senna pedig a legtöbb pole pozícióét (65). Senna valamennyi világbajnoki címét a McLaren csapattal szerezte, ahogy Prost is a négyből hármat, a negyediket a Williams csapatával.

## Áttekintés
Prost és Senna azon pilóták elit klubjába tartozik, akik három vagy annál is több világbajnoki címet szereztek a Formula–1-ben. Karrierjük során a sportág legdominánsabb autóit vezették, mint a McLaren MP4/4, a McLaren MP4/5 és a Williams FW15C. A rivalizálás nemcsak a sikereikből fakadt, hanem eltérő személyiségükből és vezetési stílusukból is.
Egy körön Senna volt a Formula–1 valaha volt leggyorsabb pilótája. Jellemzően mindent kihozott az autójából, amit csak lehetett, és híres volt a magas fordulatszámú, kerékvetőket megcsípő, kanyarokba szinte beeső és hajtűkanyarokban erősen fékező stílusáról, amely a közönségnek is tetszett. Azonban több győzelmet is eldobott (legismertebben az 1988-as monacói nagydíjon) azért, mert még akkor sem szeretett lassítani, ha kényelmes előnnyel állt az élen. Ezzel szemben Prost egy kisimult, nyugodt vezetési stílussal rendelkezett, ami alkalmas volt arra, hogy a motorok teljesítményét maximálisan kihasználja anélkül, hogy meghibásodásba hajszolja azokat. Mondása szerint "olyan lassan kell győzni, ahogy csak lehetséges". Senna könyörtelen vezetési stílusa éles ellentétben állt Prost számító természetével. Prost egyszer azt mondta, hogy "Ayrton nem legyőzni akar engem, hanem megsemmisíteni".
A két rivális máshogy állt hozzá a kockázatvállaláshoz is. Senna elkápráztatta a közönséget kockázatos előzési manővereivel és agresszív védekezésével, gyakorlatilag inkább nekiütközött bárkinek, semmint hogy elengedje. Prost ezzel szemben kockázatkerülő volt, különösen ahogy idősebb lett, emellett utált esőben vezetni, ami éppen Senna egyik legnagyobb erőssége volt. Az idők múlásával Senna megmozdulásai beépültek a pilóták vezetési stílusába, és ami akkoriban megbotránkoztató volt vagy vakmerő, az ma már teljességgel elfogadott. Az 1993-as San Marinó-i nagydíj után Senna dühösen kérte számon Damon Hill-en a beleegyezős védekezését, amire Hill csak annyit felelt: ő ezt tőle tanulta el.
Még a két pilóta vallásossága is a rivalizálásuk része volt. Mindketten római katolikusok voltak, Senna elhivatottabban. Prost azt mondta magáról, hogy a versenypályán nem Istenre támaszkodik, hanem saját magára. Szerinte Senna azért kockáztatta sokszor a saját életét a pályán, mert úgy hitte, hogy halála után a mennybe kerül. Amikor ezt Senna meghallotta, ő azt válaszolta, hogy attól még, hogy vallásos, nem halhatatlan, és ő is éppúgy fél attól, hogy meg fog sérülni, mint bárki más.
Bár a pályán sokszor összecsaptak, csapattársakként a képességeik kiegyenlítették egymást. Miután Prost rájött, hogy Senna egy körön verhetetlen, nem is nagyon erőltette, hogy megnyerje az időmérő edzéseket – helyette inkább a Niki Laudával közösen töltött éveihez hasonlóan a versenyre állította be az autóját. Senna elismerte, hogy Prost remekül ért ehhez, és sokszor arra utasította a mérnökeit, hogy másolják le Prost beállításait. Ezeknek a kidolgozásához pedig sok segítséget nyújtott Senna azon képessége, hogy részletes technikai visszajelzést tudott adni és fáradhatatlanul segítette a technikai személyzetet a fejlesztésekben.
Sennáról a nyilvánosságban a magának való, befelé forduló versenyző képe rajzolódott ki, akivel nehezen lehet kijönni. A legtöbbször távolságot igyekezett tartani a többi pilótától, mert versenytársaknak tekintette őket. Az egyetlen kivétel Gerhard Berger volt, akivel Prost távozása után csapattársak lettek a McLarennél, és baráti volt a viszonyuk. Amikor Senna 1988-ban csatlakozott a McLarenhez, Prost meghívta magához ebédre, ahol Senna legalább két órát aludt és alig beszélt bárkivel is – egy Honda-alkalmazott szerint ez szándékos volt a részéről. Ugyanakkor amikor nagy bajba került a pilóták közül valaki, ő mindig ott volt és igyekezett segíteni. A saját életét kockáztatva igyekezett segíteni a balesetet szenvedett Érik Comas-n az 1992-es belga nagydíj szabadedzésén, de az 1990-es spanyol nagydíj szabadedzésén horrorisztikus balesetet szenvedő Martin Donnelly-n is segített.
A versenypályán kívül Senna vonzóbb kisugárzással bírt, mint Prost, különösen amikor odahaza volt, Brazíliában. Már a Lotusnál töltött korai éveiben is nagy hangsúlyt fektetett arra, hogy jó kapcsolatot ápoljon a szerelőivel és a mérnökeivel. A McLarennél töltött ideje alatt számon tartotta valamennyi dolgozó életének apró részleteit is, karácsonyra pedig mindenkinek küldött üdvözlőlapokat. A McLaren elismerte, hogy Senna volt a Honda kedvence, és nem Prost, és nemcsak azért, mert keményen dolgozott értük, hanem mert igyekezett minden lehetőséget megragadni, hogy megértse őket. Amikor a Honda 1992-ben bejelentette, hogy befejezik a Formula–1-es programjukat, Senna sírni kezdett a kamerák kereszttüzében. Évtizedekkel később Jamamoto Maszasi, a Honda versenyprogramjának igazgatója megjegyezte, hogy azért becsülik Max Verstappent, mert épp olyan, mint Senna volt: tiszteletet tanúsított irántuk, és közösen ünnepelt velük a 2019-es osztrák nagydíjon elért győzelme után.

## A kezdeti évek
Senna és Prost sosem küzdöttek egymás ellen a junior éveik alatt, ahogy azt manapság a legtöbb pilóta teszi. Prost a francia gokartbajnokságot nyerte meg, majd 1979-ben az európai Formula–3 bajnokságot; Senna a dél-amerikai gokart-bajnokságot nyerte meg, majd Angliában az 1983-as brit Formula–3 bajnokságban diadalmaskodott.

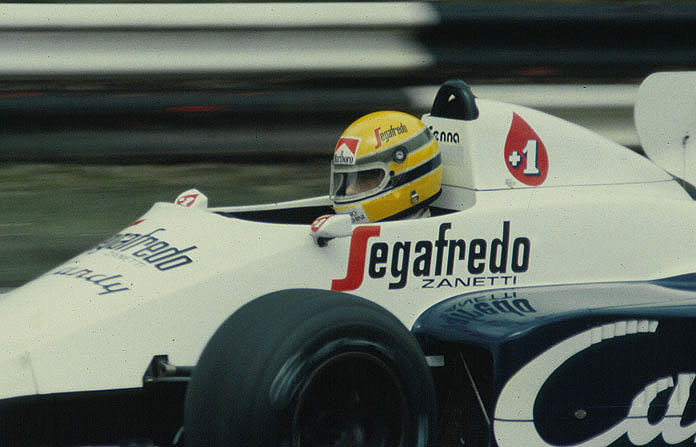
Senna harmadik helyen ért célba a Toleman-jével az 1984-es brit nagydíjon. A csapat történetének mindhárom dobogóját ő szerezte.

Mindkettejük karrierjét nagy érdeklődés kísérte, és mindketten a Formula–3-ból egyenesen a Formula–1-be kerültek. Már újoncként is a legjobb csapathoz akartak kerülni: 1979-ben Prostot a McLaren, a Brabham és a Ligier is meg szerette volna szerezni, de ő elutasította őket, azért, hogy a minél jobb benyomás keltésének lehetőségére várjon. Végül 1980-ban a McLarenhez került, amely csapat ekkoriban jóval kevésbé volt versenyképes, mint korábban. Sennát 1984-ben a Lotus igazolhatta volna le, de ekkor ez kútba esett, így a Toleman csapatnál debütált.
Első igazi összecsapásuk, habár még pályán kívül, 1984-ben történt, amikor is a McLaren kereste a kettes számú pilótáját Niki Lauda mellé. Ekkoriban a McLaren újra a legerősebb volt, Senna pedig 1982-ben elutasította Ron Dennis ajánlatát, hogy legyen a junior pilótájuk, mert ez hosszabb távú elköteleződést jelentett volna. 1983 októberében mégis lehetőséget kapott egy tesztvezetésre, ami akár egy potenciális versenyzői üléssel járhatott volna együtt. Csakhogy Prostot időközben kirúgta a Renault, aki másodikként végzett az 1983-as bajnoki küzdelmekben. Így aztán végül őt szerződtette le a McLaren, Senna pedig hoppon maradt, és a Ron Dennisben keltett jó benyomásán kívül semmiben nem bízhatott. 1983 novemberében a Brabham istállónál tesztelt, és bár lenyűgözte a csapatfőnök Bernie Ecclestone-t, Nelson Piquet és a mögötte álló erős szponzor, a Parmalat, megvétózták. A Williams csapatnál is tesztelt, bár ez inkább volt Frank Williams részéről egy udvarias gesztus, ugyanis nekik már megvolt a következő évi felállásuk. Végül a Toleman csapattal egyezett meg, ugyanis a szerződésükben benne volt, hogy az százezer font bánatpénz fejében felbontható.
Senna először 1984 májusában jutott lehetőséghez, hogy a nürburgringi Race of Champions versenyen egyforma technikával versenyezzen a riválisok ellen. Valamennyi pilóta Mercedes-Benz W201-es autókkal küzdött, Senna megnyerte a futamot, Prost pedig harmadik lett.

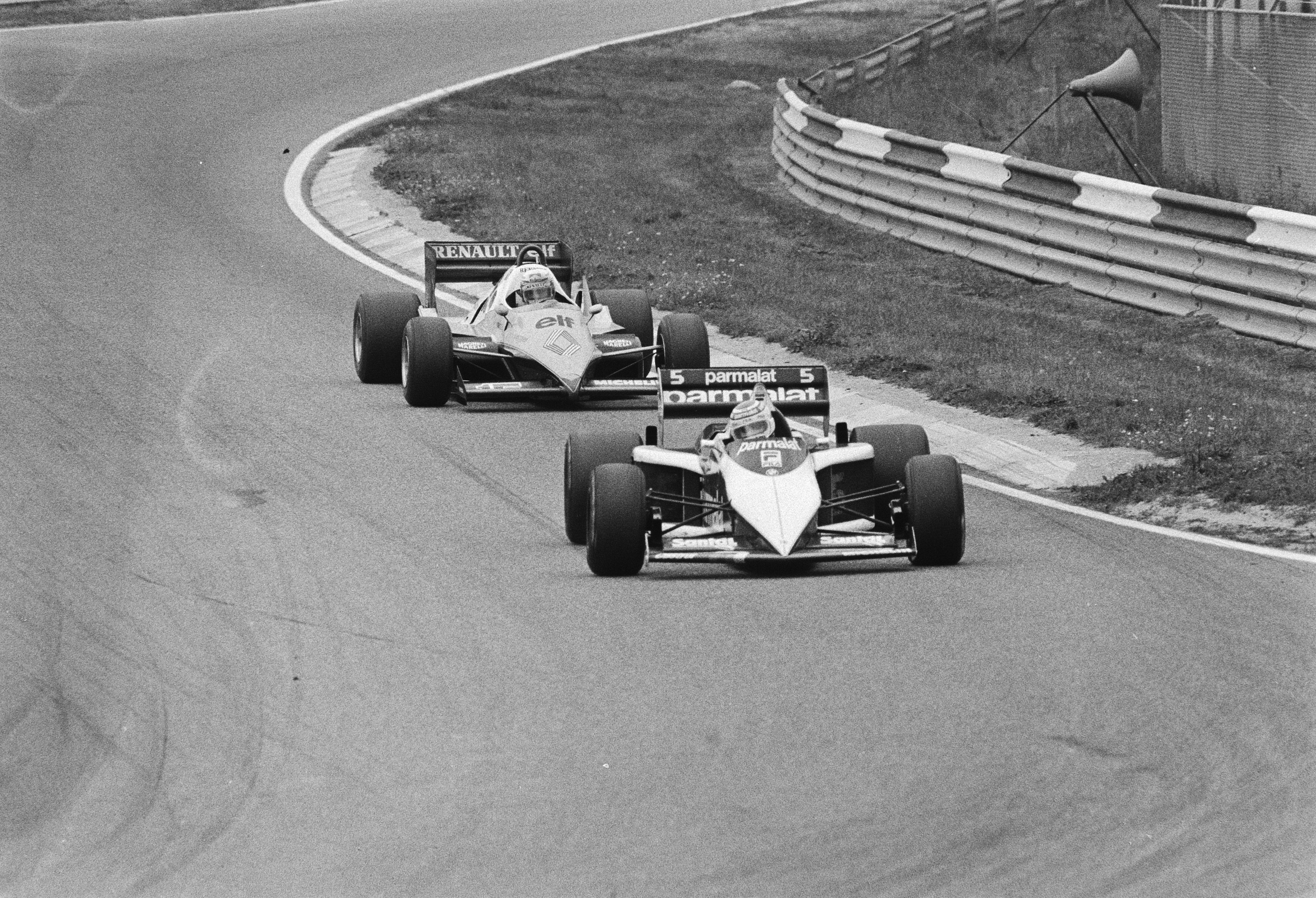
1983-ban Alain Prost (hátul) majdnem legyőzte Nelson Piquet-t (elől) a világbajnoki küzdelmekben. Prost 14 ponttal vezetett Piquet előtt három futammal a vége előtt, de veszített, mert kétszer is kiesett motormeghibásodás miatt. Az idény végén elhagyta a Renault csapatát.

Prost és Senna mindketten kiváló versenyzők voltak, de egyvalami még kellett a sikereikhez. Az 1980-as években két nagy költségvetésű és elhivatott motorgyártó dominált a sportágban: a komoly gyári háttérrel rendelkező Renault és Honda. 1986-tól 1997-ig valamennyi világbajnoki címet az ő motorjaikat használó csapatok és versenyzők gyűjtöttek be. A több csapat által is használt Ford-Cosworth-szel ellentétben (amely gyakorlatilag bárkinek odaadta a motorját, ha eleget fizetett érte) a Honda és a Renault is kvázi gyári csapatként működött, és igencsak megválogatta, hogy kinek ad motorokat. Ez azt jelentette, hogy a regnálásuk alatt lényegében egyetlen csapatnak volt esélye minden évben megnyerni a bajnokságot, Senna és Prost pedig azon versengtek, hogy annál a csapatnál lehessenek.
Ahogy bekerültek a Formula–1-be, hamar elhagyták debütáló csapataikat: Prost 1981-ben már a Renault-nál vezetett, míg Senna 1985-től a Lotusnál. Mindketten viharos gyorsasággal távoztak: Prostnak még hátravolt két év a szerződéséből, Senna pedig ráadásul úgy tárgyalt az eligazolásáról, hogy arról nem értesítette a Toleman-t, ezért egy versenyről letiltották. Idővel mindkettejük stratégiája megváltozott, bár a céljaik ugyanazok maradtak. Senna hűséges maradt a Hondához, amellyel jó kapcsolatot ápolt, és a segítségükkel jutottak el a McLarenhez, amit a Honda 1992 végén hagyott el. Prost ezzel szemben csapatról csapatra vándorolt, mindig oda, ahol a legjobb technikát vélte felfedezni. Miután a Renault gyors, de megbízhatatlan volt, visszatért a Porsche motorokat használó McLarenhez, majd később a szintén sikeres Ferrari és Williams csapatokhoz igazolt.
Egyikük stratégiája sem vezetett tartós dominanciához. Senna három világbajnoki címet nyert a Hondával, és a velük ápolt különleges kapcsolata miatt végül Prostot is kitúrta, így 1990-ben és 1991-ben ő volt az első számú pilóta a mezőny legjobb csapatánál. Azonban ez a hűség vezetett ahhoz, hogy 1992-ben és 1993-ban elbukja a világbajnokságot, mert nem akart átigazolni az aktuálisan legerősebb Williams-Renault-hoz. Prost vele ellentétben állandó konfliktusban volt a saját csapataival is, ahonnét rendszerint a keresetlen véleményének nyilvános kifejtése után kényszerült távozni. Ugyanakkor egész pályafutása során csak két idényben nem tudott győzelmet aratni, és 1993-ban úgy fejezte be karrierjét, hogy négy világbajnoki cím birtokosa volt.
A japán Honda 1983-tól kezdte el motorokkal ellátni a Formula–1-es csapatokat, az igazi sikerszériájuk pedig akkor kezdődött, amikor 1984-ben partnerkapcsolatra léptek a Williams-szel. Együtt 1986-ban és 1987-ben is konstruktőri győzelmet arattak, 1987-ben pedig egy egyéni világbajnoki címet is. A Honda-motoros csapatok 1986-1991 között hat egymást követő évben diadalmaskodtak, gyakran durva fölénnyel. A Honda 1987 végén elhagyta a Williams-t, mert ők azt szerették volna, ha a versenyzők között egyértelmű hierarchia van, és így nem versengenek egymás ellen túl agresszívan a pályán. Időközben elkezdték a brazil versenyzőket támogatni, mert az autógyár szeretett volna betörni a brazil piacra.
Nelson Piquet, amennyire volt Williams-pilóta, annyira a Honda versenyzője is. Éppen így került a Brabhamtől a Williams csapatához 1986-ban, azzal a szóbeli ígérettel, hogy ő lesz a csapat első számú versenyzője. Az idényt beárnyékolta a csapatfőnök Frank Williams balesete, amely miatt átmenetileg Patrick Head vette át az irányítást, aki nem tudott ilyen megállapodásról, és hagyta, hogy Piquet és a csapattársa, Nigel Mansell, szabadon versenyezzenek. A Honda dühös volt emiatt, mert meg voltak róla győződve, hogy az 1986-os egyéni bajnoki cím ezen a rivalizáláson ment el (amit épp Prost nyert meg). 1987 elején ezért azt kérték, hogy Piquet kiváltságos pozíciója mellett rúgják ki Mansellt és helyette igazolják le az ő versenyzőjüket, Nakadzsima Szatorut. A Williams ebbe nem ment bele, válaszul a Honda elkezdte a Lotus csapatát is ellátni a motorjaikkal, amely hajlandó volt Nakadzsima versenyeztetésére. Az idény során a motorgyár és Senna között (aki akkor a Lotusnál versenyzett) jó kapcsolat alakult ki.
1987 végül is jól sikerült a Honda számára, hiszen két csapata is a legjobb három között végzett a konstruktőri bajnokságban, Piquet pedig egyéniben lett világbajnok, míg Senna harmadik lett. Piquet szerződése azonban lejárt 1987 végén, a Honda pedig új szempontokat is elkezdett mérlegelni.

## Csapattársakként (1988–1989)

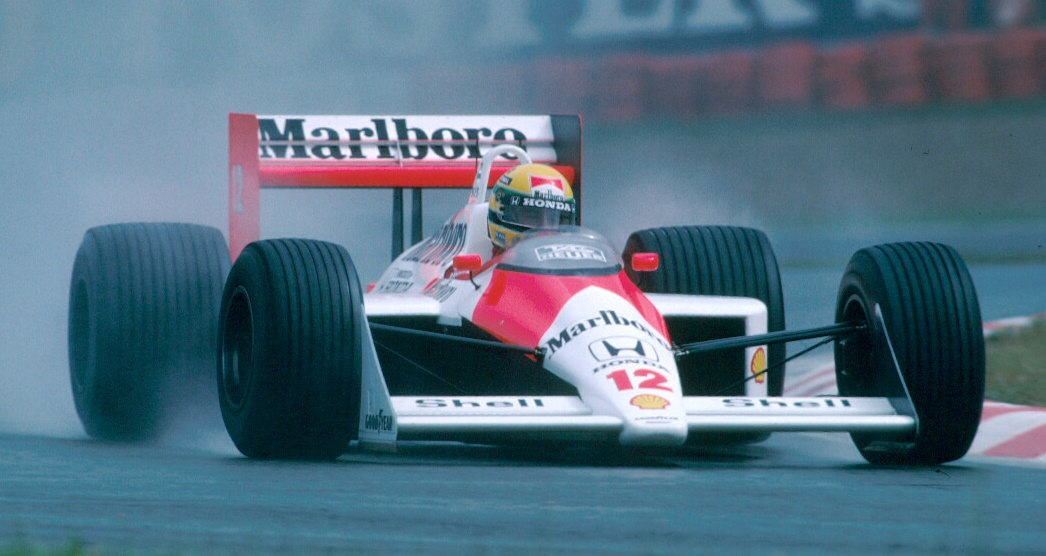
Ayrton Senna 1988-ban

Az 1988-as szezon előtt nyilvánvalóvá vált, hogy annak a csapatnak, amelyik Honda-motorokat szeretne használni, le kell szerződtetnie vagy Piquet-t, vagy Sennát. Senna felkereste a McLaren csapatfőnökét, Ron Dennist, és azt mondta neki, hogy ha leigazolná őt, akkor be tudná vetni minden befolyását a Hondánál. A Honda csak akkor lett volna hajlandó fenntartani a partnerséget a Williamsszel, ha a Piquet-Nakadzsima párossal versenyeznek, de a Williams visszautasította ezt, mondván hogy még ha Piquet is a regnáló világbajnok, már Senna a Honda első számú versenyzője.
Prost, aki a legjobb motorral akart versenyezni, beleegyezett, hogy a két brazil közül az egyik legyen a csapattársa. Ő maga Sennát preferálta a tapasztalt Piquet-vel szemben, mely döntését később megbánta. A Honda az akkor már kétszeres világbajnok Prostnak is kedvezni akart azzal, hogy vállalta: mindkét pilóta azonos technikával versenyezhet.
A McLaren totálisan dominált 1988-ban, egy kivételével az összes versenyt megnyerték, és az akkor abszolút rekordnak számító 199 pontot gyűjtötték. Ugyan a szezonnyitón meghibásodott a váltója, Senna az idényben 8 győzelmet és 13 pole pozíciót szerzett, és az akkori pontozási rendszer szerint, amely a győzelmek számát preferálta Prost folyamatos pontszerzéseivel szemben, világbajnok lett.

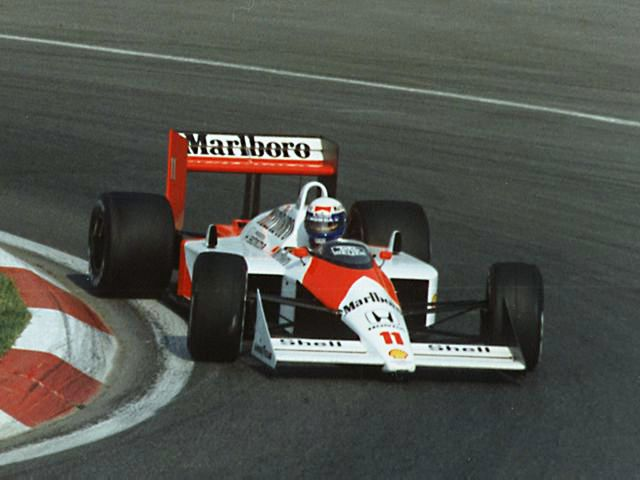
Alain Prost 1988-ban Kanadában

1988-ban aránylag tisztán küzdöttek egymás ellen, de az hamar kiderült, hogy annyival jobbak a többieknél, hogy egymás ellen fognak küzdeni. Az első nagyobb összetűzés a portugál nagydíjon történt, ahol Senna három ponttal állt csak Prost előtt, négy futammal a bajnokság vége előtt. A második körben Prost meg akarta előzni Sennát, de ő ráhúzta az autóját 280 km/h sebességnél, és majdnem felkente a boxutca falára. Prost csak úgy tudta elkerülni, hogy összeütközzenek, hogy annyira közel húzódott a falhoz, amennyire csak lehet, és közben majdnem nekiment a marchos Ian Phillipsnek. Prost nem hagyta annyiban és végül megelőzte Sennát, és a futamot is megnyerte. A futam után is dühöngött a manőver miatt, és azt mondta: "ha [Senna] így akarja megnyerni a bajnokságot, akkor nem érdekel, nem akarok részt venni benne.". Senna később bocsánatot kért Prosttól. 2019-ben egy riporter kifejtette, hogy Senna manőverei a mai szemel nézve már szelídnek tűnnek, akkoriban azonban az ilyen megmozdulások elfogadhatatlanok voltak, különösen ha csapattárs ellenében történtek.
Az idény során Prost gyanítani kezdte, hogy a Honda azt akarja, hogy Senna legyen a McLaren első számú pilótája, amivel megszegték volna a korábbi megállapodást. Novemberben Prost találkozott Genfben Kavamoto Nobuhikóval, a Honda kutatási és fejlesztési részlegének és a versenyprogramnak a vezetőjével. Prost kifejtette aggodalmait, amiket Kavamoto az ő nézőpontjából nem tagadott, ugyanis olyanokat állított, hogy a Honda mérnökei kedvelik Senna vehemens stílusát és "szamurájszerű" vezetői stílusát. Kavamoto meggyőzte Prostot, hogy 1989-ben egyenlő bánásmódot fog kapni – csakhogy őt az év elejével a Honda új pozícióba helyezte.

### Az 1989-es szezon
Ebben az évben a McLaren ismét kényelmesen megnyerte a konstruktőri bajnokságot. Ugyan a turbómotorokat betiltották, a legtöbb motorgyártó maradt a sportágban, hogy az új formulának megfelelő motorokat építsék. A Honda továbbra is bőkezűen támogatta a motorfejlesztést; közvetlen riválisuk, a Ferrari is erős motort épített ugyan, de a megbízhatóságuk rossz volt, ezért nem is volt kérdés, hogy ebben a szezonban is a McLaren valamelyik pilótája fogja megnyerni a világbajnoki címet.
Ebben az idényben Prost nyert, nem sokkal Senna előtt. Senna ugyan győzelmekkel kezdte az idényt, de több kiesése is volt, Prost pedig eközben szorgalmasan gyűjtögette a pontokat. Az utolsó előtti futamra Japánba úgy érkeztek, hogy ha Senna megnyeri a hátralévő két versenyt, akkor ő a világbajnok. A futam rendben zajlott, egészen addig, amíg már csak 7 kör volt hátra, és a két rivális össze nem ütközött. Prost már ekkor kiesett, de Senna visszatért a versenybe, és utóbb botrányos körülmények közepette kizárták, és így Prost lett a világbajnok. Sokak szerint Prost szándékosan hajtott végre olyan manővert, aminek ütközés lett a vége.
Prost folyamatosan gyanítottta, hogy nem kap egyenlő bánásmódot a Hondától. Ezt csak erősítették az olyan esetek, mint amikor a McLaren kapott egy csomagot a gyártól "Különlegesség Ayrtonnak" felirattal. Megjegyezte, hogy 1988-ban és 1989-ben összesen négy pole pozíciót szerzett, és ebből kettő az aktuális francia nagydíjakon – mintha a Honda csak annyiban akart volna neki segíteni, hogy hazai közönség előtt jól teljesítsen. Nigel Mansell, aki korábban a Williams-Honda pilótája volt és ugyanezt gyanította Piquet kapcsán, valamint Keke Rosberg is egyetértettek Prosttal.
A mexikói nagydíjat követően Prost nyilvánosan kritizálta a McLarent és a Hondát, megjegyezve, hogy az autója annak ellenére lassabb az egyenesekben Sennáénál, hogy ő kimondottan a csapattársánál nagyobb csúcssebességre állította be az autót. (Senna kétszer is lehagyta Prostot úgy, hogy Prost szélárnyékban volt és frissebb gumikon). Mansell is megvédte Prostot, és azt mondta, hogy Prost legalább 5 km/h-val lassabb volt az egyenesekben, az időmérős beállítások ellenére. Habár Prost azzal fenyegetőzött, hogy otthagyja a McLarent egy másik csapat kedvéért, Ron Dennis megvédte a versenyzőjét a Hondával szemben, és elismerte, hogy tényleg találtak különbségeket a motorjaik között. Hogy megnyugtassa őt, Dennis megígérte, hogy a motorokat ezentúl véletlenszerűen fogják szétosztani közöttük.
Mindennek hatására Goto Oszamu is megszólalt a Honda részéről a német nagydíjat megelőzően. Ő azt mondta, hogy Senna vezetési stílusa egyszerűen jobban illik az ő motorjukhoz. Goto szerint közepes fordulatszámon jobban ki tudja pörgetni a motort, amely épp ott működik a legjobban, miközben Prost kifinomultabb vezetési stílusa miatt többet jár alacsony fordulatszámon, ami nem túl szerencsés. Az interjú után a Motor Sport magazin észrevételezte, hogy Goto Prostot a vezetéknevén, Sennát pedig a keresztnevén emlegette – japán szokások szerint a keresztnév használata bensőségesebb viszonyra és nagyobb tiszteletre utal.
A kanadai nagydíj előtt Goto átmenetileg megnyugtatta Prostot azzal, hogy ugyanaz az elektronika került mindkettejük autójába – ezek között valóban volt különbség. Arról a versenyről Prost ugyan kiesett a felfüggesztés meghibásodása miatt, viszont pole pozíciót ért el. Prost később visszautasította Goto további beavatkozását, amikor az olasz nagydíj időmérő edzését Senna fölényesen megnyerte Prost negyedik helyéhez képest. A Honda erre megfenyegette Prostot, hogy a továbbiakban nem kap tőlük motort, ha nem hagyja ezt abba, ezért Prost bocsánatot kért.
Eközben Senna azzal vádolta meg Prostot, hogy ő meg Jean-Marie Balestre FISA-elnöktől kap kedvezőbb elbánást, pusztán azért, mert ő is francia. Prost ugyanis írt egy levelet Balestre-nek, hogy üzenje meg a Hondának, hogy mindketten kapjanak egyforma bánásmódot. Balestre nyilvánosan is kijelentette, hogy szerinte Senna motorjai legalább 20 lóerővel erősebbek.
Prost a San Marinó-i nagydíjat követően vádolta meg azzal Sennát, hogy megszegte az előzetes megállapodásukat. Megegyeztek abban, hogy amelyik pilóta jobban kapja el a rajtot, az elmehet és a másik nem fogja támadni az első kanyarban. Prost tartotta is magát és hagyta elmenni Sennát, csakhogy nem sokkal később piros zászlós megszakítás történt Gerhard Berger balesete miatt. Az újraindítás után már Prost rajtolt el jobban, Senna mégis megelőzte, ugyanis úgy vélte, hogy a megállapodás már nem érvényes az újraindításkor. Prost mindezt egy francia újságírónak mesélte el, aki a sztorit nyilvánosságra hozta és megalázta Sennát (Prost akarata ellenére). Senna először tagadta, hogy lett volna ilyen megállapodás, de John Hogan, aki ennek szemtanúja volt, az ellenkezőjét állította. Senna később Ron Dennis nyomására bocsánatot kért Prosttól, azért azonban továbbra is dühös volt, hogy kiteregette a dolgot a nyilvánosság előtt.
Az olasz nagydíj előtt Prost bejelentette, hogy 1990-től a Ferrari versenyzője lesz. A futamon Senna vezetett, míg motorhiba miatt ki nem esett, így Prost lett a győztes. Ezt követően, Ron Dennis bosszúságára, az első helyért kapott trófeát a Ferrari szurkolóinak adta át, miközben a csapatnál az volt a szokás, hogy az eredeti serlegek a csapat tulajdonát képezik, a versenyzők csak replikákat kapnak. Senna követelte, hogy a McLaren azonnal rúgja ki ezért Prostot, aki viszont egy hivatalos bocsánatkéréssel megúszta a dolgot. A McLaren azért nem akart komolyabb szankciókat alkalmazni, mert Prost 20 ponttal vezetett Senna előtt a világbajnokságban, és nem merték megkockáztatni, hogy idő előtt átüljön a Ferrariba és azzal legyen világbajnok.
Mindennek ellenére Prostnak meglehetősen jó, egyenletes teljesítményt nyújtó szezonja volt 1989-ben, és egyértelműen ő volt a világbajnoki cím favoritja. Az utolsó előtti nagydíjra Japánba úgy érkeztek, hogy 16 pontos előnye volt – Sennának mindkét versenyt meg kellett nyernie, hogy ő legyen a bajnok, viszont egyetlen nullázás is azt jelentette, hogy automatikusan bukja a címet. Ez a futam lett a sportág történetében az egyik leghírhedtebb: Senna pole pozíciót szerzett, Prost második lett. Prost a rajtnál megelőzte Sennát és átvette a vezetést. A 46. körben is az élen haladt, és már csak 7 kört kellett teljesítenie a győzelemért. Senna kétségbeesetten próbálkozott az előzéssel, és egy merész manőverrel megpróbált bevágni Prost mellé a lassú Casio sikánban. Prost nem hagyott helyet neki, Senna pedig vagy nem tudott, vagy nem akart fékezni, ezért összeütköztek és mindketten kicsúsztak a pályáról. Prost az esetért Senna kockázatvállaló habitusát okolta, egyesek szerint azonban volt benne némi szándékosság is Prost részéről.
Prost kiszállt az autójából és elsétált, gondolván, hogy ezzel máris világbajnok lett. Senna azonban nem adta fel egykönnyen, és a pályabírókat kérte meg, hogy tolják meg az autóját – ami egyébként csak akkor volt szabályos, ha egy autó veszélyes helyen parkolt. Mivel a McLaren egy menekülőúton állt meg, ezért ennek szabályossága kérdőjeles volt. Senna folytatta a versenyt, kiállt a boxutcába orrkúpot cserélni, majd megnyerte a futamot. Ha ez lett volna a végeredmény, a bajnoki cím a következő futamon, Ausztráliában dőlt volna el, Senna egy győzelemmel világbajnok lehetett volna.
Csakhogy a körülményekre tekintettel a versenybírák nem engedték Sennának, hogy felálljon a dobogóra. A versenyt követően Sennát kizárták a futamról, mégpedig azért, mert a pályára a menekülőúton keresztül tért vissza, tehát levágta a sikánt, ami szabálytalan volt. Azt, hogy az autó betolása szabályos volt-e, nem vizsgálták. Senna fellebbezést jelentett be a FISA-hoz, mondván hogy ilyet az idény során más pilóták is csináltak, mégsem büntették meg őket. A Balestre vezette FISA azonban helybenhagyta a döntést, sőt még kiszabott 100 ezer dollár pénzbüntetést és 6 havi felfüggesztett eltiltást is. Senna visszavonulással fenyegetőzött, amiről Ron Dennis beszélte le azzal, hogy azt mondta neki: "ha megteszed, ők győztek". Balestre eközben közölte vele, hogy ha nem fejezi be a nyilvános rágalmazását, akkor az egész 1990-es idénytől el fogják tiltani. A Honda és a McLaren sikeresen meggyőzték őt, hogy írjon egy bocsánatkérő levelet, amiről aztán 1991-ben, az első adandó alkalommal, amikor már szabad volt róla beszélni, közölte, hogy egyáltalán nem volt őszinte.

## Rivális csapatoknál (1990-1993)

### 1990-ben
Az 1990-es idény egy intenzív párharcot hozott a McLaren és a Ferrari közt. A Prost és Nigel Mansell által vezetett Ferrari 641 egy kimondottan jó konstrukció volt, és komolyan meg tudta szorongatni Sennát a világbajnoki küzdelmek során. Prost végül csak második lett, a Ferrari pedig mindössze 11 pontos hátrányban konstruktőri második.
Az idény során hol Senna, hol Prost volt az, aki megvillantotta a dominanciáját. Senna megnyert az első öt versenyből hármat, ezután pedig Prost nyerte meg zsinórban a mexikói, a francia és a brit nagydíjat. Senna ezután újra elkezdett elhúzni, mígnem Jerezben egy jól sikerült boxkiállást Prost az előnyére váltott és győzni tudott. Ironikus módon előállt ugyanaz a helyzet, mint az előző évben: két futammal a vége előtt a világbajnoki összetett második helyezettjének győznie kellett mindkét versenyen ahhoz, hogy világbajnok legyen, de egyetlen nullázás a bajnoki cím elvesztését jelentette. Ezúttal pedig Prost volt a kedvezőtlenebb helyzetben.
A japán nagydíj ebben az idényben ugyanolyan botrányos körülmények között zajlott, mint 1989-ben. Senna már az első kanyarban belerohant Prost Ferrarijába, és mindketten kiestek, ez pedig azt jelentette, hogy Senna a világbajnok. A verseny utáni sajtótájékoztatón Prost kimondta, hogy szerinte versenytársa szándékosan tette ezt, és közölte, hogy Senna a nagyvilág számára egy hamis képet fest magáról. A Honda telemetriai adatai alátámasztották ezt a véleményt, ugyanis Senna végig a gázpedálon tartotta a lábát, Ron Dennis, aki pedig az eset után megvizsgálta Senna autóját, magától is ugyanerre jutott. A videofelvételek azonban nem mutattak egyértelmű bizonyosságot, ráadásul ekkoriban Senna bűnösségével kapcsolatban megoszlottak a vélemények.
Sennát nem büntették meg az eset után. Ő védekezni kezdett, és azokat hibáztatta, akik egész évben ellene voltak. Az eset kapcsán kioktatást kapott a legendás háromszoros világbajnok Jackie Stewart-tól is, amire válaszul azt mondta, hogy egy igazi versenyző sosem hagyta volna, hogy Prost elmenjen az első kanyarban, mert egy olyannak ki kell használnia a kínálkozó lehetőséget. Csak 1991 októbere után, amikor Max Mosley váltotta a FISA elnöki székében Jean-Marie Balestre-t, vallotta be, hogy igenis szándékosan tette. Mosley nyíltan kritizálta Balestre számos vitatható döntését, és azon az állásponton volt, hogy az 1989-es világbajnoki cím kapcsán Prost felé hajlott a keze. Senna örült a vezetőváltásnak, mert szerinte Mosley "nem baszakodik", megértő, intelligens és korrekt.
Senna az alábbiakra hivatkozott, hogy miért tette, amit tett:
- Prost úgy nyerte meg az 1989-es világbajnoki címet, hogy nekiütközött az ő autójának, amit Senna megbocsáthatatlannak tartott, és úgy érezte, hogy ezzel kvittek lettek.
- Az 1990-es japán nagydíjon Balestre ismét Prostnak akart kedvezni. Senna 1989-ben és 1990-ben is pole pozíciót szerzett Suzukában, de a pálya poros oldaláról kellett rajtolnia, ami azt jelentette, hogy a második rajtkocka tulajdonosa előnybe került a rajtnál. 1989-ben Prost ezért tudta lerajtolni Sennát. Senna kérte Balestre-től, hogy helyezzék át a rajtpozícióját a tisztább oldalra, amit az megtagadott. Ekkor eldöntötte, hogy ha Prost lerajtolja őt, akkor az egyes kanyarban nem fogja hagyni, hogy elmenjen. (Prost ezzel kapcsolatba észrevételezte, hogy az előző évben Sennának semmi kifogása nem volt az ellen, hogy a porosabb oldalról rajtoljon – igaz, erről akkor az érintett sem tudott)
- Senna véleménye szerint mivel Balestre is francia volt, akárcsak Prost, így természetszerűleg elfogult volt honfitársa irányába.

Mosley, aki szerette volna lezárni az ügyet, úgy döntött, hogy nem szab ki büntetést Sennával szemben. Meggyőzte Sennát, hogy adjon ki egy közleményt arról, hogy sosem ütközött szándékosan Prosttal – az érintett ezt nem kommentálta. Egy évtizeddel később Mosley azt mondta, hogy ezért a tettéért természetesen diszkvalifikálni kellett volna Sennát az egész idényből, és így Prost lett volna a világbajnok, de annak ismeretében, hogyan bántak el vele 1989-ben szimpátiát érzett iránta.

### A rivalizálás csillapodik (1991-1992)

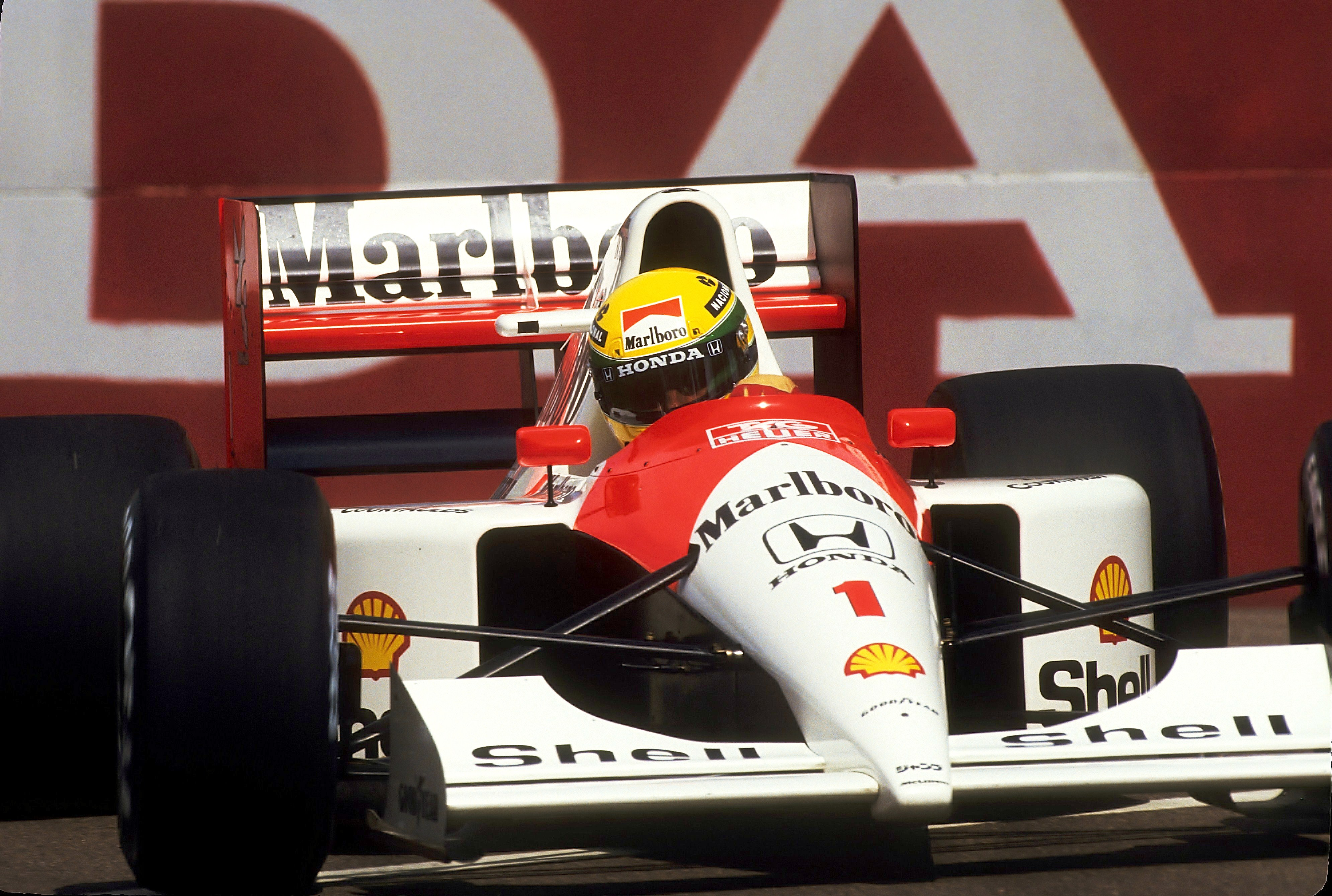
Ayrton Senna az 1991-es amerikai nagydíjon

Ugyan erről akkor még egyikük sem tudott, de 1990 volt az utolsó évük, amikor egymás ellen harcolva küzdöttek a világbajnoki címért. 1991-ben Senna és Berger ismét domináns erő voltak, Senna pedig harmadszor is világbajnok lett, a McLaren sorozatban negyedszer, a Honda hatodszor konstruktőri bajnok. Bár Nigel Mansell és a Williams időnként meg tudtak villanni, gyakorlatilag az idény felénél már eldőlt a bajnoki címek sorsa. Prost egyáltalán nem volt harcban a bajnoki címért, ugyanis autója, a Ferrari 642 pocsékul sikerült, és bár idény közben a Ferrari 643 váltotta, annak eredményei már nem voltak elegendőek nagy tettekre. Ebben az idényben egyáltalán nem nyert egyetlen futamot sem, ami egész karrierje során csak kétszer történt meg vele. Emiatt visszatért régi rossz szokásához és elkezdte kritizálni a csapatát. Mikor olyanokat kezdett el nyilvánosan mondani, hogy "egy tankot is könnyebb vezetni, mint ezt az autót", a Ferrarival is összerúgta a port, akik kirúgták őt még az idény vége előtt, és az élő szerződés miatt ez azt is jelentette, hogy a teljes 1992-es idényt ki kellett hagynia. Senna és Prost egyedül a német nagydíjon akaszkodtak össze, amikor Senna leszorította Prostot a pályáról, egyenesen a menekülőútra. Prost a verseny után dühösen közölte, hogy ha még egyszer előfordul ilyen, akkor biztosan kilöki – válaszul Senna azt mondta, hogy Prost mindig másokat hibáztat, sohasem önmagát. A versenyt követően a FISA kötelezte mindkettejüket, hogy beszéljék át négyszemközt a dolgot és kerüljék el a jövőbeli összetűzéseket.
1992-ben a Williams-Renault totálisan dominált. Innentől 1997-ig összesen hat konstruktőri címet nyertek a Renault-motoros autók, akárcsak előtte a Honda. Az idény előtt Senna visszautasította Frank Williams ajánlatát, mert ő hűséges maradt a Hondához. Az idény végén Mansell lett a világbajnok, Senna pedig három győzelmével csak a bajnoki negyedik helyen végzett. Végül a Honda ki is szállt a sportágból az idény végén, amivel Senna elvesztette legnagyobb támogatóját.

### Az 1993-as idény és a Williams
1993-ban Prost visszatért, és megnyerte negyedik világbajnoki címét. Autóját, a Williams FW15C-t egészen elképesztőnek nevezte, és úgy érezte, hogy legalább egy másodperccel gyorsabb a mezőny többi autójánál. Senna a bajnokságban a második helyen végzett egy gyengébb, Ford-motoros McLarennel. A sokkal jobb autóval Prost tönkreverte Sennát is: 15-1 arányban győzött ellene az időmérő edzéseken és 13 pole pozíciót szerzett. A McLaren is megpróbálta megszerezni a Renault-motorokat, sikertelenül, és ezután még az is megfordult a fejükben, hogy felvásárolják az egész Ligier csapatot ennek érdekében. Erre nem került sor, a Williams pedig tényleges kihívó nélkül maradt az idényben.
A szezon közbeni dominancia miatt a legnagyobb drámák az idény előtt zajlottak. Az 1993-bajnoki küzdelmeknek ugyanis úgy indult neki a Williams, hogy nem voltak érvényes szerződéssel rendelkező pilótái, ellenben nem szenvedtek hiányt kérőkben. A legtöbben arra számítottak, hogy Mansell marad a csapatnál, Prost pedig már az 1992-es idény elején megkereste a csapatot, hogy szeretne náluk vezetni. Ők alá is írtak vele egy két évre szóló szerződést, mégpedig a távozó Riccardo Patrese helyére (aki épp azért távozott a Benetton csapathoz, mert érezte, hogy vagy Senna, vagy Prost be fog ülni a helyére így is, úgy is). Bár Mansell és Prost között nem volt felhőtlen a viszony a közös 1990-es bajnoki idényben történtek miatt, Mansell beleegyezett, hogy csapattársak lehetnek, feltéve hogy ő magasabb fizetést és egyenlő bánásmódot kap. Senna ekkor még nem volt versenyben az ülésért, hiszen a Honda csak 1992 szeptemberében jelentette be a távozását.
Prost arra számított, hogy 1993-ban Mansell lesz a csapattársa, ám a körülmények furcsa összjátéka miatt nem Mansell, és még csak nem is Patrese, hanem egy kvázi újonc, Damon Hill ülhetett be a második autóba. Miután Prost aláírt, Senna könyörögni kezdett Frank Williamsnek, hogy hadd legyen a versenyzője, és még azt is vállalta volna, hogy ingyen versenyez. A Williams ezt az ajánlatot fegyverként használta fel Mansell-lel szemben a szerződéshosszabbítás során, aki viszont megsértődött és a CART-ba távozott. Prost ezalatt biztos, ami biztos alapon kikötött a szerződésében egy klauzulát, mely szerint Senna semmilyen körülmények között nem lehet a csapattársa. Hill pedig azért lehetett a csapat versenyzője, mert a Williams későn szólt Patresének, hogy esetleg visszatérhet hozzájuk, és ő már nem akarta felrúgni a Benettonnal kötött megállapodását. Mikor Senna mindezt megtudta az 1992-es portugál nagydíj után, gyávának nevezte Prostot.
1993-ban a riválisok közt az európai nagydíj volt a legszebb versenyzés. A Donington Parkban megrendezett esős futamon Senna az első körben megelőzött négy autót is, Prost pedig hétszer állt ki a boxutcába, ami abszolút rekord volt. A futam utáni sajtótájékoztatón Prost elmondta, mi minden miatt volt nehéz vezetni az autót, mire Senna tréfásan megjegyezte, hogy akár autót is cserélhetnek.
1993-ban Patrick Head arra jutott, hogy most éppen fordítva van, mint korábban, és az új FISA-elnök Max Mosley Prost ellen van. 1992-ben Prost nem versenyzett, de kritizálta Mosley tevékenységét, aki ezért szerette volna őt eltüntetni a sportág környékéről. Egyes feltételezések szerint az is lehetett a hátsó szándéka, hogy ezzel megakadályozza, hogy ellaposodjon a világbajnokság, hiszen 1992 után újabb totális Williams-dominanciára lehetett számítani. Mosley ezen szándékára az alábbi jelek utaltak:
- A szezon elején írt egy levelet Frank Williamsnek azzal, hogy rúgja ki Prostot. A Williams ennek nem tett eleget, mire Mosley négy versenyes eltiltást helyezett kilátásba, amire nem került sor[89].
- Monacóban, ahol a pole pozíció kritikus fontosságú, Prost megszerezte azt, azonban a rajtnál egytized másodperccel hamarabb indult el (kiugrott), és erre hivatkozással kapott egy 10 másodperces stop and go büntetést, így Senna győzött[90].
- Miután felmerült, hogy a Williams meg nem engedett típusú üzemanyagot használ, Mosley kilátásba helyezte Prost diszkvalifikálását, amire végül nem került sor.
- Mosley folyamatosan azon volt, hogy betiltsa a különféle vezetési segédleteket, különösen az aktív felfüggesztést, amely a Williams sikereinek egyik kulcsa volt. Azt nem sikerült elérnie, hogy szezon közben betiltsák ezeket[91].

Ugyanakkor Mosley jóval elnézőbb volt Sennával szemben, már 1991 óta, amikor is nem adott neki büntetést az 1990-es japán nagydíjon történtekkel kapcsolatos vallomása után. Mikor az 1993-as japán nagydíjat követően egy nézeteltérés miatt Senna megütötte Eddie Irvine-t, a versenybírók két versenyes eltiltást akartak kiszabni vele szemben, de a FISA ezt próbára bocsátásra változtatta, értékelve Irvine provokatív magatartását és Senna pozitív attitűdjét.
Senna időközben rájött, hogy ő maga is fel tudná használni a francia Renault motorgyártót a saját érdekeiben. Senna hatalmas reklámpotenciállal rendelkezett, ezért több autógyártó cég is megkereste, hogy hirdessen velük. 1993-ban alá is írt egy megállapodást az Audi autóinak importálásáról és eladásáról Brazíliában. A Renault is szeretett volna betörni a brazil piacra, Senna pedig összebarátkozott a Renault sportigazgatójával, Patrick Faure-val, aki igyekezett meggyőzni arról Prostot, hogy töröljék azt a klauzulát a szerződéséből, ami megakadályozza Senna leigazolását. Fontos, hogy Senna a McLarennel ebben az idényben versenyről versenyre írt alá. A kapcsolat gyümölcsöző lett, a Renault számára Brazília lett a második legnagyobb piac, a brazíliai Curitibában felépített autógyáruk pedig Senna nevét viseli.
Prostot nem érdekelték a kritikák, viszont azt visszautasította, hogy Senna legyen a csapattársa. Azzal is egyetértett, hogy tényleg rosszul nézne ki, ha már másodszor lenne ő az akadálya annak, hogy Senna a világbajnoki címért küzdhessen, és nem akarta, ha újra megtörténne az is, hogy a motorpartnerrel megromlik a viszonya. Végülis Prost inkább úgy döntött, hogy visszavonul, és így nem volt akadálya Senna leszerződtetésének. Prost a Renault márkanagykövete lett, és ekkoriban széles körben elterjedt, hogy idővel saját Formula–1-es csapatot indít, aminek a Renault lesz a partnere.

## Prost visszavonulása után
Miután Prost visszavonult és Senna a Williamshez szerződött, arra lehetett számítani, hogy dominálni fogja a következő éveket. Erre minden esély meglett volna, hiszen a csapat 1994-ben, 1996-ban és 1997-ben is a legjobb volt. Csakhogy az 1994-es San Marinó-i nagydíjon Senna halálos balesetet szenvedett, így mindez beváltatlan ígéret maradt.
Onnantól, hogy a két versenyző nem volt egymás közvetlen riválisa, a kapcsolatuk is kezdett átalakulni. Az 1993-as szezonzárón, Prost utolsó versenyén, Senna felhúzta magához a dobogó legtetejére. Innentől kezdve heti egy-két alkalommal beszéltek telefonon, főként Formula–1-gyel kapcsolatos témákban, mint a biztonság, vagy a Benetton 1994-es autójának szabályossága. Senna életének utolsó napján együtt reggeliztek – Prost ekkor a TF1 televízió szakkommentárora volt -, majd leforgattak Sennával egy belső kamerás pályakört a csatorna számára. Eközben ő azt mondta, hogy "Külön üdvözlöm az én... a mi kedves barátunkat, Alaint. Mindannyiunknak hiányzol, Alain". Prost meglepődött és bevallása szerint megérintette a dolog. Habár ekkor nem álltak egymáshoz annyira közel, Prost szerint idővel akár barátokká is válhattak volna.
Prost úgy érezte, hogy Senna halálával egy kis része neki is meghalt, hiszen a karrierjük annyira egymáshoz kötődött. Senna is hasonlóan érzett, mert Prost visszavonulása után megvallotta egy barátjának, hogy úgy érezte, hogy a motivációja nagy része a versengésükből származott. Ugyan Prost volt az első számú jelölt Senna pótlására, ő azt mondta, hogy a Senna iránt érzett tisztelete miatt soha többé nem ül Formula–1-es autóba.
Senna temetésén Prost volt ez egyik koporsóvivő. Prost nem volt biztos benne, hogy a brazil közönség jól fogadná azt, hogy ő is jelen van, figyelemmel a köztük fennállt korábbi kapcsolatra. Jean-Luc Lagardère, akinek a felesége brazil volt, győzte meg, hogy a brazilok tisztelnék ezért.Ezzel szemben például az ugyancsak brazil Nelson Piquet meg sem jelent, a Senna család pedig megtiltotta Bernie Ecclestone-nak, hogy eljöjjön. A szervezők azért arra ügyeltek, hogy se Prost, se a Sennával szemben kritikát kifejtő Jackie Stewart ne álljon az első sorban.
Prost nem maradt sokáig a Renault kötelékében. Ő régóta ábrándozott arról, hogy elindítja a saját csapatát, a Renault pedig épp a közepében volt egy hosszú privatizációs folyamatnak, ami miatt a francia állam 1996-ra eladta a gyárban meglévő részesedését. A Renault 1997-ben befejezte motorgyártási projektjét a részvényesek megnyugtatása érdekében, addigra pedig Prost számára is nyilvánvaló lett, hogy a céljai elérése érdekében máshol kell kutakodnia. 1995-ben otthagyta a Renault-t, majd nem sokkal később felvásárolta a Ligier csapatot, amely 1997-től Prost Grand Prix néven versenyzett, ironikus módon az első évében Mugen-Honda motorokkal.

## A rivalizálás ábrázolása a médiában
Asif Kapadia 2010-es díjnyertes Senna-dokumentumfilmjében új aspektusokból volt látható a rivalizálás. A film hitelesen ábrázolta ugyan Senna pszichéjét, de kihagyott olyan kulcsmomentumokat, mint az 1988-as portugál nagydíjon történtek, vagy Prost vádaskodásai az 1989-es imolai nagydíj után. Prost ábrázolása is ellentmondásos volt, ugyanis maga a film Senna kívülálló státuszát domborította ki, aki dél-amerikaiként kerül be egy európaiak által uralt sportágba. A film főhőse Senna volt, a főellensége pedig Prost, akit úgy ábrázoltak, mintha csak a politikai machinációi miatt lenne sikeres a sportágban. Jean-Marie Balestre ábrázolása is hasonlóan negatív volt, egy "komikus rosszfiú". Prost neheztelt a film készítőire, mert bár rengeteg órányi interjúanyag készült vele, a filmből kimaradtak azok a dolgok, amikor Senna rendezni próbálta Prosttal a kapcsolatát a visszavonulása után.
2024-ben a Netflix készített egy minisorozatot Sennáról, ahol Gabriel Leone játszotta Sennát, Matt Mella pedig Prostot. A Senna család aktívan közreműködött a sorozat készítése során és Leone alakítása is sok elismerést kapott, aki az egészen apró részletekre is figyelt a játéka során. Balestre és Prost ábrázolása azonban itt is ellentmondásos volt – előbbi a főgonosz szerepébe került, utóbbi pedig egy olyan versenyzőt alakított, aki mintha csak a jó technika miatt lett volna sikeres pilóta.
Miután Prost neheztelt a 2010-es dokumentumfilmben való ábrázolása miatt, a francia Canal+ egy hatrészes minisorozatban mutatta be az életét, melynek első része 2024. december 8-án került bemutatásra, alig pár héttel a Senna minsorozat után.

## Összehasonlító eredménytáblázatok

### Összesítve
| Pilóta       | Világbajnoki küzdelmek | Világbajnoki küzdelmek | Világbajnoki küzdelmek | Világbajnoki küzdelmek | Világbajnoki küzdelmek | Világbajnoki küzdelmek | Világbajnoki küzdelmek | Világbajnoki küzdelmek | Világbajnoki küzdelmek | Bajnoki címek | Győzelmek | Pole pozíciók | Leggyorsabb körök | Dobogók | Pontok        |
| Pilóta       | 1984                   | 1985                   | 1986                   | 1987                   | 1988                   | 1989                   | 1990                   | 1991                   | 1993                   | Bajnoki címek | Győzelmek | Pole pozíciók | Leggyorsabb körök | Dobogók | Pontok        |
| ------------ | ---------------------- | ---------------------- | ---------------------- | ---------------------- | ---------------------- | ---------------------- | ---------------------- | ---------------------- | ---------------------- | ------------- | --------- | ------------- | ----------------- | ------- | ------------- |
| Alain Prost  | 2. McLaren             | 1. McLaren             | 1. McLaren             | 4. McLaren             | 2. McLaren             | 1. McLaren             | 2. Ferrari             | 5. Ferrari             | 1. Williams            | 4             | 42        | 23            | 33                | 89      | 629.5 (659.5) |
| Ayrton Senna | 9. Toleman             | 4. Lotus               | 4. Lotus               | 3. Lotus               | 1. McLaren             | 2. McLaren             | 1. McLaren             | 1. McLaren             | 2. McLaren             | 3             | 41        | 61            | 18                | 80      | 560 (564)     |

### Csapattársakként
| Pilóta       | Versenyek | Bajnoki címek | Győzelmek | Pole pozíciók | Leggyorsabb körök | Dobogók | Pontok    |
| ------------ | --------- | ------------- | --------- | ------------- | ----------------- | ------- | --------- |
| Ayrton Senna | 32        | 1             | 14        | 26            | 6                 | 18      | 150 (154) |
| Alain Prost  | 32        | 1             | 11        | 4             | 12                | 25      | 163 (186) |

#### 1988-ban
| #       | Pilóta | BRA | SMR | MON | MEX | CAN | DET | FRA | GBR | GER | HUN | BEL | ITA | POR | ESP | JPN | AUS | Pontok   |
| ------- | ------ | --- | --- | --- | --- | --- | --- | --- | --- | --- | --- | --- | --- | --- | --- | --- | --- | -------- |
| 1       | Senna  | KIZ | 1   | KI  | 2   | 1   | 1   | 2   | 1   | 1   | 1   | 1   | 10  | 6   | 4   | 1   | 2   | 90 (94)  |
| 2       | Prost  | 1   | 2   | 1   | 1   | 2   | 2   | 1   | KI  | 2   | 2   | 2   | KI  | 1   | 1   | 2   | 1   | 87 (105) |
| Forrás: |        |     |     |     |     |     |     |     |     |     |     |     |     |     |     |     |     |          |

#### 1989-ben
| # | Pilóta | BRA | SMR | MON | MEX | USA | CAN | FRA | GBR | GER | HUN | BEL | ITA | POR | ESP | JPN | AUS | Pontok  |
| - | ------ | --- | --- | --- | --- | --- | --- | --- | --- | --- | --- | --- | --- | --- | --- | --- | --- | ------- |
| 1 | Prost  | 2   | 2   | 2   | 5   | 1   | KI  | 1   | 1   | 2   | 4   | 2   | 1   | 2   | 3   | KI  | KI  | 76 (81) |
| 2 | Senna  | 12  | 1   | 1   | 1   | KI  | 7   | KI  | KI  | 1   | 2   | 1   | KI  | KI  | 1   | KIZ | KI  | 60      |

1981-től 1990-ig minden versenyzőnek a legjobb 11 eredményét számították be a végeredménybe.